# کالج سلطنتی مطالعات دفاعی
کالج سلطنتی مطالعات دفاعی با کوته‌نوشت (RCDS) امیدوارترین افسران ارشد نیروهای مسلح انگلستان، خدمات دیپلماتیک اعلیحضرت و خدمات ملکی در امور دفاع ملی و امنیت بین‌المللی را در بالاترین سطح نظامی، آماده می‌کند تا آنها را برای پست‌های برتر آماده کند. این کالج بخشی از آکادمی دفاع انگلستان است و ارشدترین و معتبرترین مولفه آن به‌شمار می‌رود. علاوه بر این، شرکت کنندگان زیادی خارجی که از کشورهایی متحد نزدیک پادشاهی بریتانیا هستند، در این کالج آموزش می‌بینند.